# Charles Hose
Charles Hose (ur. 12 października 1863 w Hertfordshire, zm. w 14 listopada 1929) – brytyjski zoolog, etnolog i administrator kolonialny. 
Miłość do dzikiej przyrody odziedziczył po swoim ojcu. Pasja ta towarzyszyła mu przez całe życie. Już jako chłopiec był zapalonym przyrodnikiem. Zwyczaj kolekcjonowania okazów i obserwacji zwierząt kontynuował będąc uczniem Felsted School w hrabstwie Essex w Anglii. Naukę kontynuował w Jesus College na Uniwersytecie w Cambbridge, gdzie został przyjęty w 1882 roku; nie uzyskał jednak dyplomu, gdyż na drugim roku jego wujek, biskup Singapuru, Labuanu i Sarawaku, uzyskał dla niego administracyjne stanowisko kolonialne pod wstawiennictwem radży Charlesa Brooke'a. 15 kwietnia wyszedł na ląd w Kuching (obecnie stolica malezyjskiego stanu Sarawak), a następnie został wysłany do dystryktu Baram w Sarawaku, gdzie administrował jednostką kolonialną przez około osiemnaście lat. W 1904 roku został mianowany rezydentem dystryktu Rajang. 20 sierpnia 1907 roku przeszedł na emeryturę, osiedlając się w Anglii. W 1916 roku został mianowany superintendentem fabryki amunicji w King's Lynn, a w 1918 roku został przewodniczącym Komitetu Śledczego ds. Fabryk Bawełny.
Przez wiele lat prowadził badania, które koncentrowały się nad przyczyną występowania choroby beri-beri. Doszedł on do wniosku, że główną przyczyną jej występowania na Borneo było spożywanie spleśniałego ryżu. Jego ustalenia nie były aż tak dalekie od prawdy. Obecnie przyjmuje się, że choroba jest często spowodowana przeważającym spożywaniem białego ryżu, tzn. ryżu, który został oczyszczony poprzez usunięcie łuski i warstw zewnętrznych, które zawierają najważniejsze witaminy, w tym witaminę B1, której niedobór jest przyczyną występowania tej jednostki chorobowej. 
W 1900 roku otrzymał honorowy tytuł Sc.D. (odpowiednik polskiego doktora habilitowanego) Uniwersytetu w Cambridge, a w 1926 roku został wybrany honorowym członkiem Jesus College na tymże uniwersytecie. Był członkiem wielu stowarzyszeń naukowych. Został uhonorowany orderami kilku państw europejskich. W czasie kariery naukowej napisał wiele publikacji, jak również zaobserwował wiele nowych gatunków zwierząt. Rezultatem jego pracy było znaczne poszerzenie wiedzy na temat fauny Sarawaku, jak również pokaźny wkład w badania etnograficzne na tym obszarze.
Jego bardzo rozległa i szczegółowa wiedza o tubylcach została wykorzystana dzięki współpracy naukowej z Williamem McDougallem, która zaowocowała bogato ilustrowaną książką The Pagan Tribes of Borneo (2 tomy, 1912).